# مفاتحه
مفاتحه (به عربی: المفاتحة) یک شهرداری در الجزایر است که در استان مدیه واقع شده‌است.
 مفاتحه  ۴٬۴۴۲ نفر جمعیت دارد.